# Kapel Trichterbeeldje

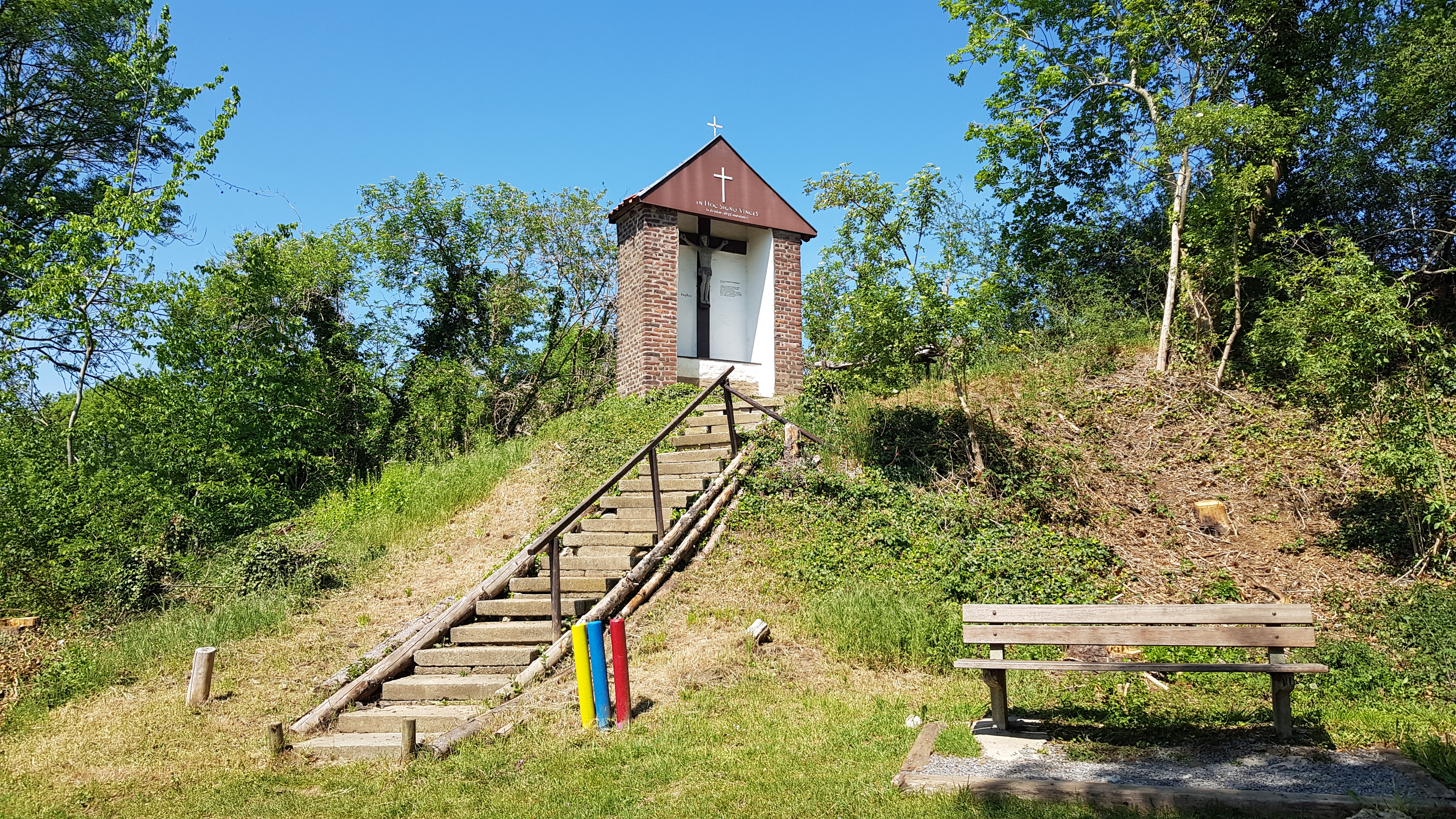
Kapel Trichterbeeldje

De Kapel Trichterbeeldje is een kapelletje nabij 's-Gravenvoeren in de Belgische provincie Limburg. Het kapelletje is gelegen aan het Moleke, waar twee holle wegen bij elkaar komen.
Een kapelletje op deze plaats werd al vermeld in 1213. Het lag aan de heerbaan van Trier naar Maastricht. Een legende beweert dat er op deze plaats een Christusbeeld geplaatst zou zijn door Sint-Lambertus. Het beeld werd onderwerp van diverse legenden. 
Op de Ferrariskaarten (1771-1777) werd de kapel als Chapelle de Mastrech aangeduid. Het bakstenen kapelletje, dat zich op een heuveltje bevindt, heeft een driehoekig fronton. Tot aan een restauratie in 1853 droeg het fronton het opschrift: In hoc signo vinces (in dit teken zult gij overwinnen).
Tegenwoordig is in de kapel geen Christusbeeld, doch een houten kruisbeeld te vinden. Het Trichterbeeldje bevindt zich tegenwoordig in het gemeentehuis van Voeren.